# Plattelandersbond
Plattelandersbond (Lliga d'Agricultors) fou un partit polític neerlandès fundat el 17 de febrer de 1917 per a defensar els interessos dels grangers a les comunitats agrícoles més desafavorides, reduir els impostos als productes del camp i defensar els drets de propietat. Durant la Primera Guerra Mundial els Països Baixos es mantingueren neutrals i augmentà la intervenció estatal en la producció agrària, cosa que provocà el descontentament de molts pagesos.
A les eleccions legislatives neerlandeses de 1918 va obtenir un escó; el seu cap fou Willem Treub, substituït el 1919 per Arend Braat, qui va intentar en va la modificació de diverses lleis agràries. A les eleccions legislatives neerlandeses de 1922 guanyà un escó més, que va perdre a les eleccions de 1925. Després de les eleccions de 1929 es va veure embolicat en disputes internes pel lideratge entre Braat i De Boer, i a les eleccions de 1933 el primer va perdre el seu escó. A les eleccions de 1937 fou desplaçat electoralment pel NSB de Mussert, que mantenir forts lligams amb organitzacions agràries.